# Герцен, Александр Александрович
Алекса́ндр Алекса́ндрович Ге́рцен (фр. Alexandre Herzen; 13 июня [25 июня] 1839, Владимир, Российская империя — 11 августа [24 августа] 1906, Лозанна, Швейцария) — известный русский и швейцарский физиолог, старший сын выдающегося русского публициста, писателя и философа Александра Ивановича Герцена.

## Биография
Александр Александрович Герцен родился 13 (25) июня 1839 года во Владимире в семье Александра Ивановича Герцена и Натальи Александровны (Захарьиной). В марте 1840 года родители увезли сына сначала в Москву, а в 1847 году — за границу. Александр Александрович с детства отличался незаурядными способностями, легко овладел тремя иностранными языками: немецким, английским и французским. Образование сына Александр Иванович начал с естественных наук, в чём ему помогал известный натуралист Карл Фохт, читавший лекции по физиологии для всей семьи Герцена и дававший уроки Саше. Саша успешно занимался естественными науками, и учиться в университете отец отправил его к тому же Фохту в Швейцарию. Саша и жил в Берне в доме отца Фохта, профессора медицины, и даже был помолвлен с его внучкой Эммой. В 1861 году Александр Герцен блестяще окончил Бернский университет и получил степень доктора медицины. Посетив вместе с Карлом Фохтом в ходе научных экспедиций Норвегию и Исландию, он приехал в Лондон, где издал свою первую работу: «Сравнительную анатомию низших животных» (Лондон, 1862).
В 1863 году Александр Александрович поселился во Флоренции, где в 1877 году получил должность профессора физиологии, а с 1881 года становится профессором Лозаннского университета. Герцен получил широкую известность среди научного сообщества того времени своими работами по нейрофизиологии. Александр Александрович несколько раз планировал приехать в Россию, запрашивал разрешения на въезд в страну, однако из-за репутации своего отца-революционера постоянно получал отказ. При активном участии А. А. Герцена в 1880-е годы была начата публикация писем А. И. Герцена и Н. П. Огарёва, а в 1890-е годы он передал Румянцевскому музею в Москве материалы о жизни своего отца.
А. А. Герцен умер 11 (24) августа 1906 года в Лозанне.

## Семья
У А. А. Герцена были 3 сестры, доживших до взрослого возраста (несколько его братьев и сестёр умерли в детстве):
- Наталья Александровна Герцен (1844—1936) — имела семейное прозвище Тата, замуж не вышла, но была эмоциональным центром большой семьи Герценов и хранителем наследия отца — А. И. Герцена.
- Ольга Александрова Герцен (Monod) (1850—1953) — прожила в счастливом браке с французским историком Габриэлем Моно (1844—1912), имела много наследников.
- Елизавета Александровна Герцен (1858—1875) — единокровная сестра (дочь А. И. Герцена и его второй жены Натальи Алексеевны), покончила жизнь самоубийством.

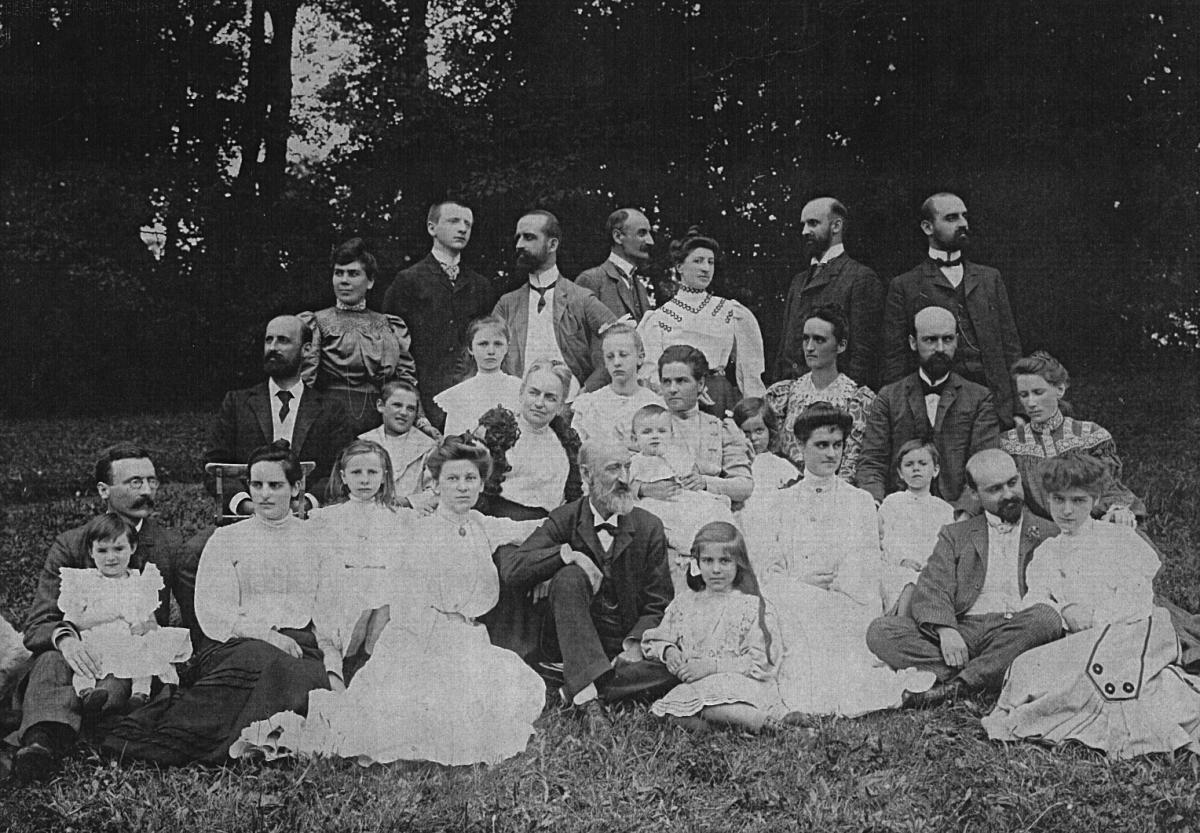
А. А. Герцен с женой Терезиной и их десять детей

А. А. Герцен прижил незаконнорождённого сына от Шарлотты Корде. Его звали Александр Александрович, и он имел семейные прозвища «Тутс» и «Александр III». А. А. Герцен был женат на итальянке Терезине Феличе (1851—1927). В их семье родилось десять детей — три дочери и семеро сыновей:
- Владимир Александрович Герцен (1869—1945) — врач, в 1893—1945 работал в Берне (Швейцария), а также был врачом султана Марокко.
- Алексей Александрович Герцен — инженер, работал в Италии.
- Пётр Александрович Герцен (1871—1947) — советский хирург, организатор здравоохранения, создатель крупной хирургической школы, один из основоположников онкологии в СССР, член-корреспондент Академии наук СССР (1939), заслуженный деятель науки РСФСР (1934)[6][7]. Дети его эмигрировали и теперь живут в США.
- Ольга Александровна Герцен — известно только, что она была бездетна.
- Николай Александрович Герцен (1873—1929) — профессор римского права в Лозаннском университете, активный участник подготовки к изданию первого собрания сочинений и писем А. И. Герцена под редакцией М. К. Лемке (1915—1925)[5].
- Ирина[8] (Нерина[9]) Александровна Герцен (Эрман) — вышла замуж и жила в Германии.
- Хуго[8] (Уго[9]) Герцен — инженер, работал в Германии.
- Нелла Александровна Герцен (Корназ) — вышла замуж за врача из Лозанны.
- Эдуард Герцен (1877—1936) — химик, преподавал в Брюсселе в Институте имени Солвея[8][9].
- 7-й сын, Александрович Герцен.